# Тундорф (Тургау)
Тундорф (нім. Thundorf TG) — громада  в Швейцарії в кантоні Тургау, округ Фрауенфельд.

## Географія
Тундорф має площу 15,6 км², з яких на 6,3% дозволяється будівництво (житлове та будівництво доріг), 56,3% використовуються в сільськогосподарських цілях, 37% зайнято лісами, 0,3% не є продуктивними (річки, льодовики або гори).

## Демографія
2019 року в громаді мешкало 1488 осіб (+14,5% порівняно з 2010 роком), іноземців було 7,7%. Густота населення становила 95 осіб/км².
За віковим діапазоном населення розподілялося таким чином: 24% — особи молодші 20 років, 58,3% — особи у віці 20—64 років, 17,7% — особи у віці 65 років та старші. Було 572 помешкань (у середньому 2,6 особи в помешканні).
Із загальної кількості 376 працюючих 146 було зайнятих в первинному секторі, 128 — в обробній промисловості, 102 — в галузі послуг.